# Rahvarinne
 Der er for få eller ingen kildehenvisninger i denne artikel, hvilket er et problem. Du kan hjælpe ved at angive troværdige kilder til de påstande, som fremføres i artiklen.

Rahvarinne (dansk: ~ Folkefronten) var en politisk organisation i Estland dannet i slutningen af 1980-erne. 
Folkefronten var en drivende kraft i Estlands kamp for uafhængighed af Sovjetunionen. Organisationen var blandt andet initiativtager til den baltiske kæde til minde om Molotov-Ribbentrop-pagten.
| Politik | Spire Denne artikel om politik og ideologi er en spire som bør udbygges. Du er velkommen til at hjælpe Wikipedia ved at udvide den. |